# Capilla de la Torcoroma
La Capilla de la Torcoroma o  Iglesia de la Torocorma es un templo católico ubicado en la Calle 11 del sector urbano del municipio de Ocaña. Está dedicada a la Virgen de Torcoroma y es una de las iglesias más importantes de la diócesis de Ocaña y está catalogada como Bien de interés cultural de carácter departamental mediante decreto 1144 del 31 de diciembre de 2003, por la Gobernación de Norte de Santander.

## Historia
La capilla fue construida para albergar la imagen, que, hasta entonces, se encontraba en la parroquia de Santa Ana (actual catedral). La construcción fue autorizada en 1716 en la Calle Real (actual Calle 11) y se finalizó en 1749, con muros son de calicanto y teja española. Hasta el día de hoy, conserva el estilo colonial. 

La advocación, que era propia de la ciudad, se había popularizado desde su aparición en 1711 y sus primeros registros formales datan de 1779. Una solicitud, firmada por José Celestino Mutis cuenta:
Los curas párrocos de las ciudades de Ocaña, Varinas (sic), Girón y pueblo de Tota que sin dilación alguna informen con certificación al Concilio de los hechos, que se expresan en el pedimento presentado por el Dr. D. Agustín Manuel Alarcón, así del aparecimiento de la Virgen de piedra (sic), que parece se venera en dicha ciudad de Ocaña; de la circunstancia de su aparecimiento; de la aprobación que hubiere tenido de los Ordinarios; de su figura y representación; como también de las de la Virgen del Real de la ciudad de Varinas; del crucifijo del pueblo de Tota; y del que también se venera en una capilla en el distrito de Girón, que se llama el Santo Cristo de los Milagros; y su Vicario recoja el librito manuscrito de la historia de ellos, y sin dilación le remita al concilio para su inspección.
En 1788, el maestro Joaquín Gómez Farelo, Comisario del Santo Oficio y cura de Ocaña escribió un opúsculo titulado "Reseña histórica de la aparición de Nuestra Señora de la Concepción en el Monte de Torcoroma en Ocaña", que se publicó en la Imprenta Real en 1805, haciéndose una segunda edición en la Imprenta de don José A. Jácome, en Ocaña, en 1881.
Como se evidencia, el traslado de la imagen a la capilla se realizó con la intención de formalizar la devoción, la cual no permaneció en el lugar de su aparición (el actual Santuario del Agua de la Virgen) sino que se trasladó tempranamente al casco urbano.

## Restauración y proyecto de basílica
En el año 2008, bajo el episcopado de Jorge Enrique Lozano Zafra, la diócesis de Ocaña presentó un proyecto para intervenir la manzana donde se ubicaba la capilla con el objetivo de restaurar el templo y elevar su categoría a la de basílica menor. Sin embargo, esto no se llevó a cabo y en un comunicado emitido el 4 de junio del mismo año en la emisora comunitaria Sabrosa Estéreo, el obispo culpabilizó a la Academia de Historia de Ocaña de frustrar el proyecto. La Academia de Historia por su parte emitió un comunicado contras las declaraciones del obispo, defendiendo sus razones para no intervenir el patrimonio arquitectónico de la ciudad.
Once años más tarde, en 2019 y bajo el episcopado de Gabriel Ángel Villa Vahos, el Curia Diocesana intervino la casona anexa a la capilla y restauró los edificios, incluyendo la capilla. El objetivo de la intervención era crear una sede para la curia y un hogar sacerdotal para los sacerdotes pensionados. La intervención generó críticas por parte de la Fundación Caro, la cual afirmó que la restauración atentaba contra el patromonio cultural y arquitectónico de la ciudad.
La diócesis se defendió afirmando contar con los permisos necesarios para la intervención, pese a las réplicas de la Fundación. El proyectó se culminó con éxito, pero el templo no fue elevado a la categoría de basílica como se planeó en el pasado. 

## Galería de imágenes
|         |
| Retablo |

|             |
| Presbiterio |

|       |
| Altar |

|                        |
| Vitral lateral derecho |

|                          |
| Vitral lateral izquierdo |